# Oldenlandia duemmeri
Oldenlandia duemmeri är en måreväxtart som beskrevs av Spencer Le Marchant Moore. Oldenlandia duemmeri ingår i släktet Oldenlandia och familjen måreväxter. Inga underarter finns listade i Catalogue of Life.